# Alois Obermeier
Alois Obermeier (* 10. April 1901 in Achdorf; † 10. Juni 1969 in Landshut) war ein deutscher SS-Angehöriger, der in Konzentrationslagern eingesetzt war.

## Leben und Tätigkeit
Obermeier wurde als unehelicher Sohn der Maria Obermeier geboren. Zum 18. Juli 1927 trat Obermeier der NSDAP bei (Mitgliedsnummer 64.542). Um 1931 trat er in die SS ein (SS-Nummer 1.885).
Obermeier war von 1933 bis 1936 im KZ Dachau als Führer einer Hundertschaft der Wachmannschaft tätig.
In einem erhalten gebliebenen Häftlingsbericht wird über Misshandlungen, die Obermeier Gefangenen im Krankenrevier des Lagers zufügte, berichtet. Dort heißt es u. a. „[Obermeier] teilte an Kranke Ohrfeigen und Fußtritte aus.“ Im November 1936 siedelte er von Dachau nach Frankenberg/Sachsen über.
Vor dem Zweiten Weltkrieg wurde Obermeier in der SS mehrfach befördert, schließlich am 11. September 1938 zum Sturmbannführer. In der Waffen-SS erreichte er 1943 den Rang eines Sturmbannführers der Reserve.
Später war Obermeier im KZ Gusen, einem Außenlager von Mauthausen, tätig. Am 3. Juli 1947 wurde er  in einem Nebenverfahren zum Mauthausen-Hauptprozess zu einer zehnjährigen Haftstrafe verurteilt, weil er in Gusen als Bataillonskommandeur Exekutionen befehligt hatte.

## Beförderung
- 1. Januar 1934: SS-Sturmführer
- 10. März 1935: SS-Obersturmführer
- 11. September 1936: SS-Hauptsturmführer
- 11. September 1938: SS-Sturmbannführer